# Município de Clinton (condado de Knox, Ohio)
Localização do Ohio nos E.U.A.
O município de Clinton (em inglês: Clinton Township) é um município localizado no condado de Knox no estado estadounidense de Ohio. No ano 2018, tinha uma população de 2.767 habitantes.

## Geografia
O município de Clinton encontra-se localizado nas coordenadas 40° 22′ 25″ N, 82° 31′ 18″ O. Segundo o Departamento do Censo dos Estados Unidos, o município tem uma superfície total de 38.62 km², da qual 38,34 km² correspondem a terra firme e (0,74 %) 0,29 km² é água.

## Demografia
Segundo o censo de 2018 tinha 2.767 pessoas residindo no município de Clinton.